# El Sauz, Querétaro Arteaga
El Sauz är en ort i Mexiko.   Den ligger i kommunen Huimilpan och delstaten Querétaro Arteaga, i den centrala delen av landet, 160 km nordväst om huvudstaden Mexico City. El Sauz ligger 2 478 meter över havet och antalet invånare är 347.
Terrängen runt El Sauz är kuperad åt nordost, men åt sydväst är den platt. Runt El Sauz är det ganska glesbefolkat, med 47 invånare per kvadratkilometer. Närmaste större samhälle är Huimilpan, 11,6 km nordost om El Sauz. I omgivningarna runt El Sauz växer huvudsakligen savannskog.